# Brandsen (partido)
Pour la localité, voir Brandsen.
Le partido de Brandsen est une subdivision de la province argentine de Buenos Aires. Fondé en 1875, son chef-lieu est Brandsen.